# Améthyste-Klasse
Als Améthyste-Klasse werden die beiden zuletzt gebauten Atom-U-Boote der französischen Rubis-Klasse, Améthyste und Perle, bezeichnet.
Die Rubis-Klasse war ursprünglich für den Einsatz gegen Überwasserkräfte konzipiert. Die Améthyste-Klasse hingegen ist auf die Jagd nach U-Booten spezialisiert. Die modernere Améthyste-Klasse ist 2,5 m länger und mit verbesserter Sonar- und Elektronikausrüstung ausgestattet. Außerdem sind die Boote leiser als die der ursprünglichen Konstruktion.

## Modernisierung derRubis-Klasse
Die älteren vier U-Boote der Rubis-Klasse wurden zwischen 1989 und 1995 modernisiert und auf das technische Niveau der Améthyste-Klasse gehoben, weshalb teilweise die Bezeichnung Améthyste-Klasse für alle Boote der Rubis-Klasse benutzt wird:
- Saphir wurde zwischen 1989 und 1991 modernisiert.
- Rubis wurde zwischen 1992 und 1993 modernisiert.
- Casabianca wurde zwischen 1993 und 1994 modernisiert.
- Émeraude wurde zwischen 1994 und 1995 modernisiert.